# Station Gavere-Asper
Station Gavere-Asper is een spoorwegstation langs spoorlijn 86 (De Pinte - Ronse) in de gemeente Gavere bij de deelgemeente Asper in Oost-Vlaanderen. Soms wordt het station ook 'Asper-Gavere' of simpelweg 'Asper' genoemd.
Tot 30 juni 2005 werden in het stationsgebouw kaartjes verkocht. Het stationsgebouw is in het verleden enkele malen verbouwd geweest. Zo is de vleugel langs de straatkant pas nadien bijgebouwd. De perronoverkapping is nog intact. Lange tijd wilde de gemeente Gavere het pand kopen, maar uiteindelijk is zij wegens gebrek aan financiële middelen afgehaakt. Momenteel is het station een handelsruimte met appartementen geworden.
Vroeger bevonden de perrons zich voor dit stationsgebouw, tegenwoordig echter aan de overkant van de Stationsstraat. Gavere-Asper telt twee perrons die recht tegenover elkaar liggen. De perrons liggen in de schaduw van de naastgelegen veevoedersilo's van Leroy die echter binnenkort zullen verdwijnen.
Net naast het perron is er een fietsenstalling voorzien. Tevens is er een ruime gratis parking. Sinds het najaar van 2020 beschikt het station ook over een uitleenpunt van Blue-bike fietsen. 
Gavere-Asper wordt om het uur aangedaan door de lijn Ronse-Gent-Sint-Pieters. In de spits is een extra trein per uur voorzien. Qua afstand ligt het dorp Asper dichter bij station Zingem dan bij de halte waar het de mede-naamgever van is.

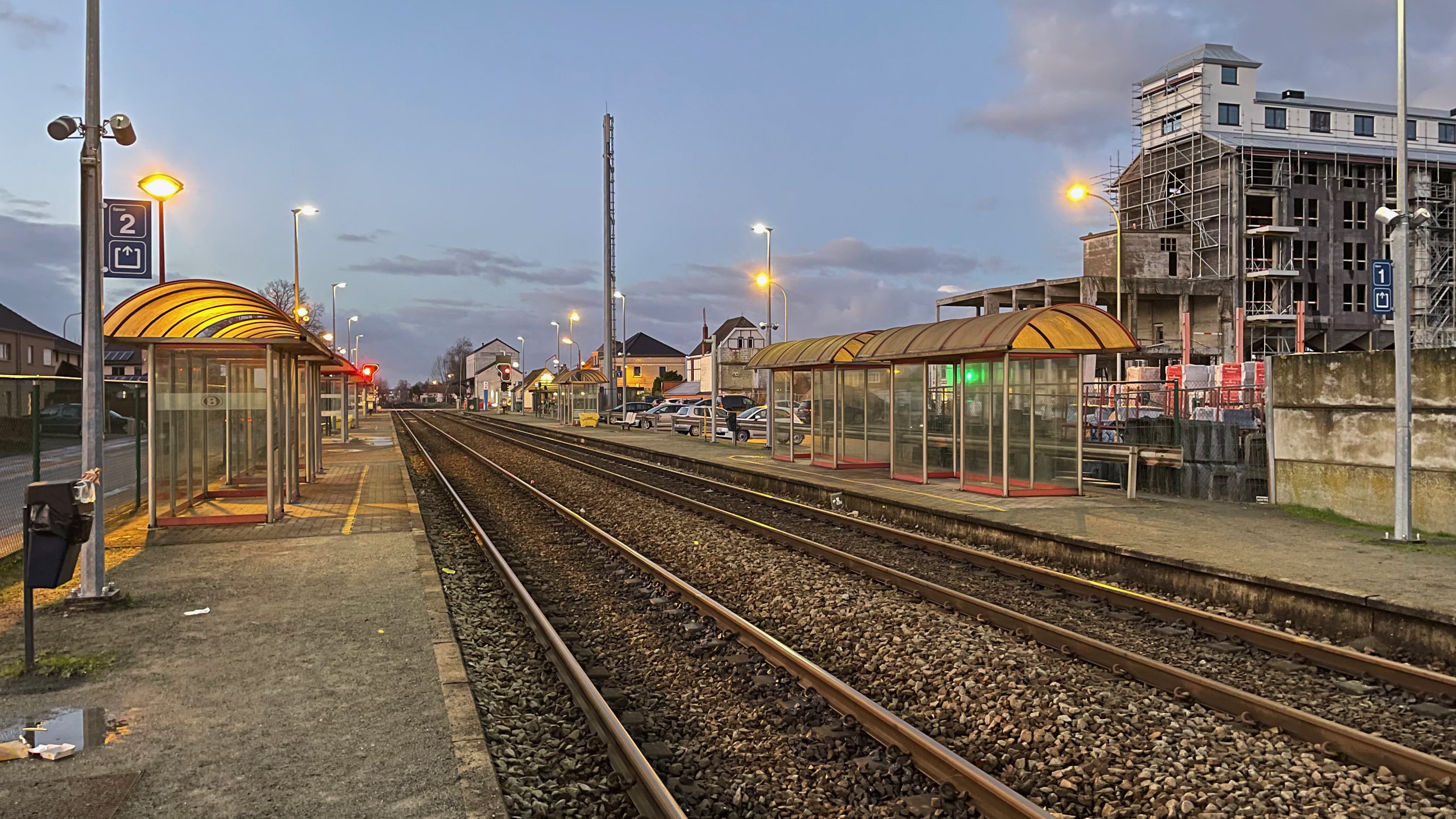
Zicht op het perron
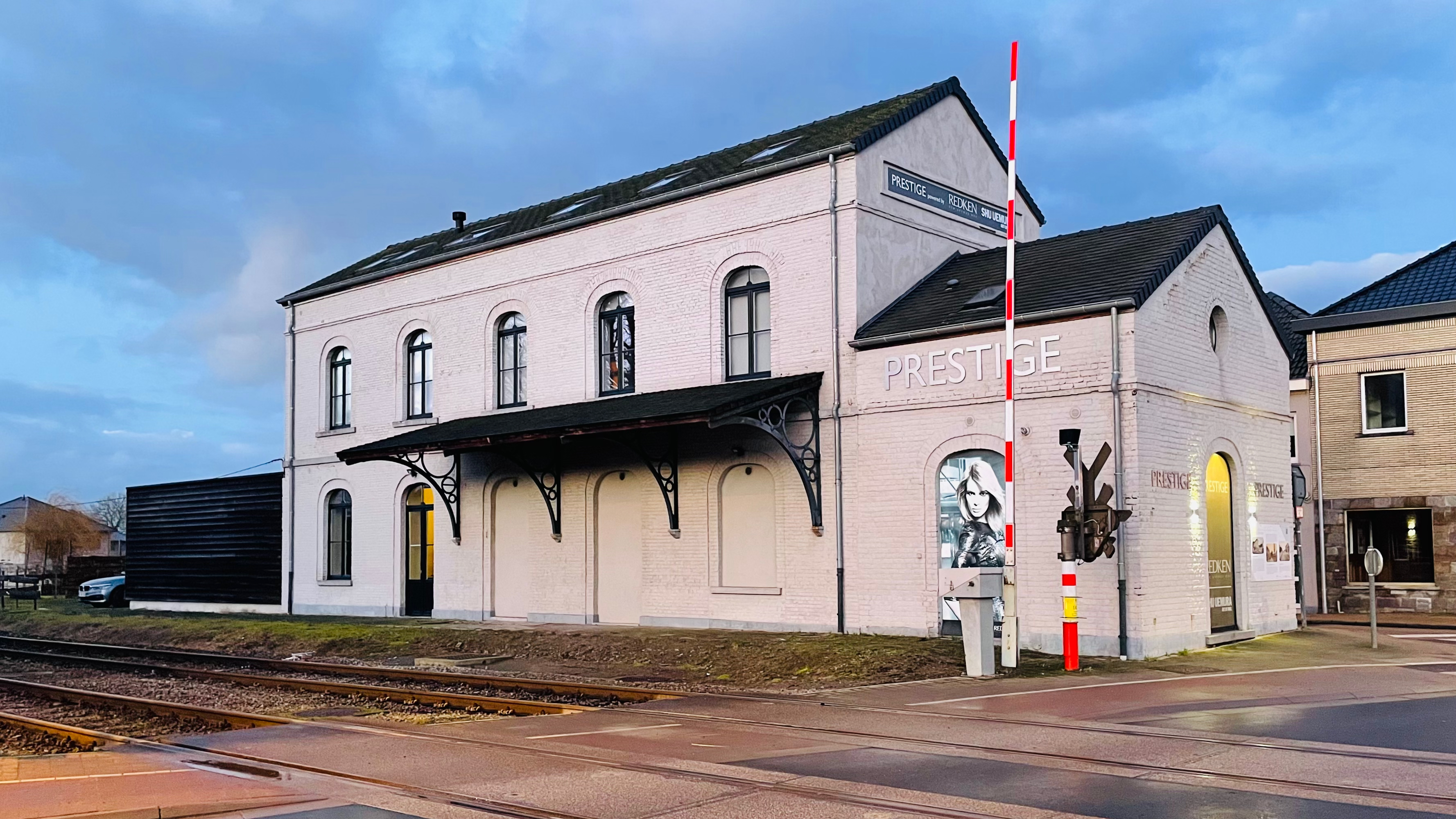
Oude stationsgebouw
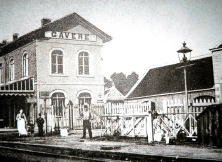
Station Gavere-Asper vroeger
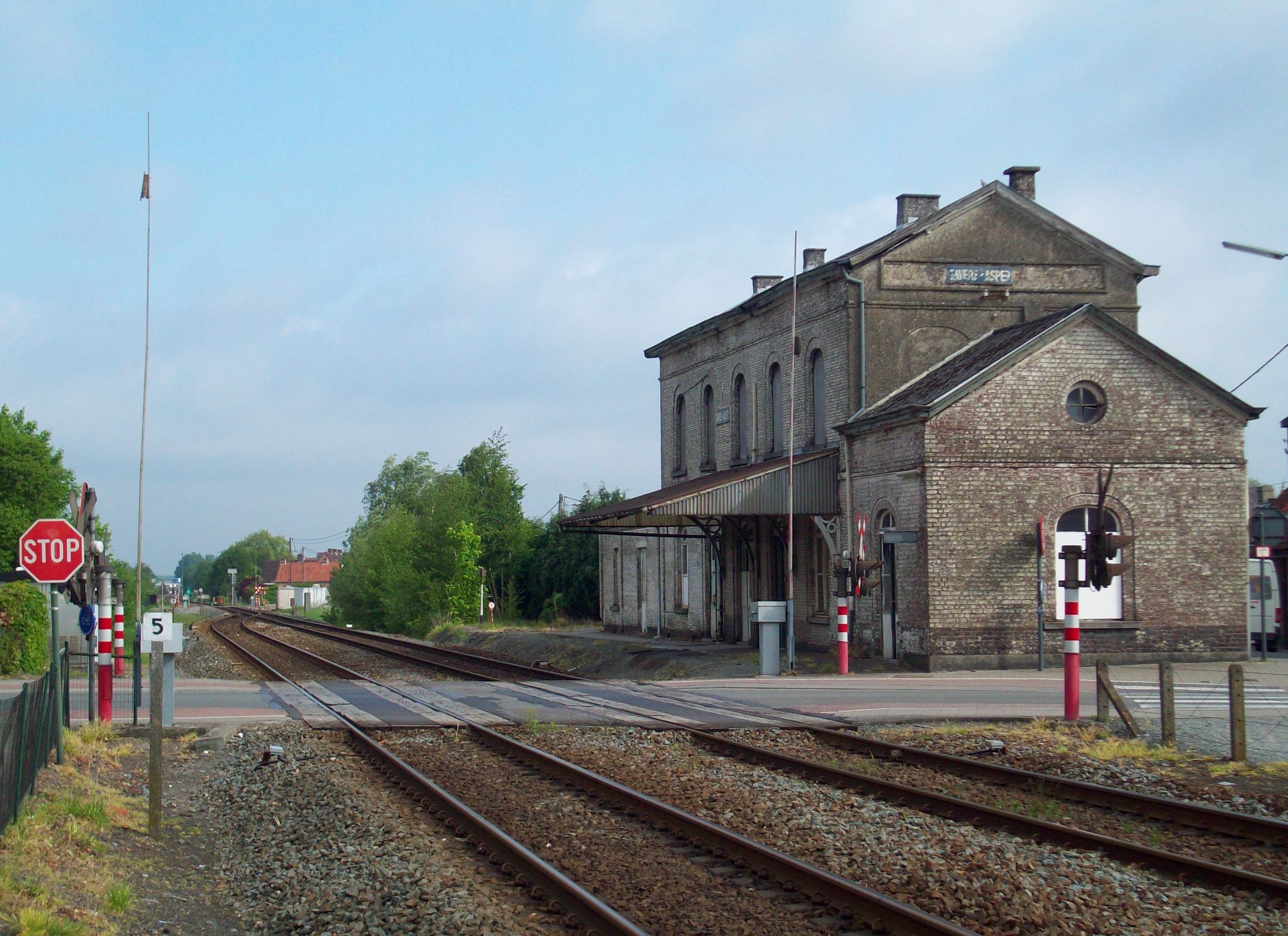
Het station vroeger
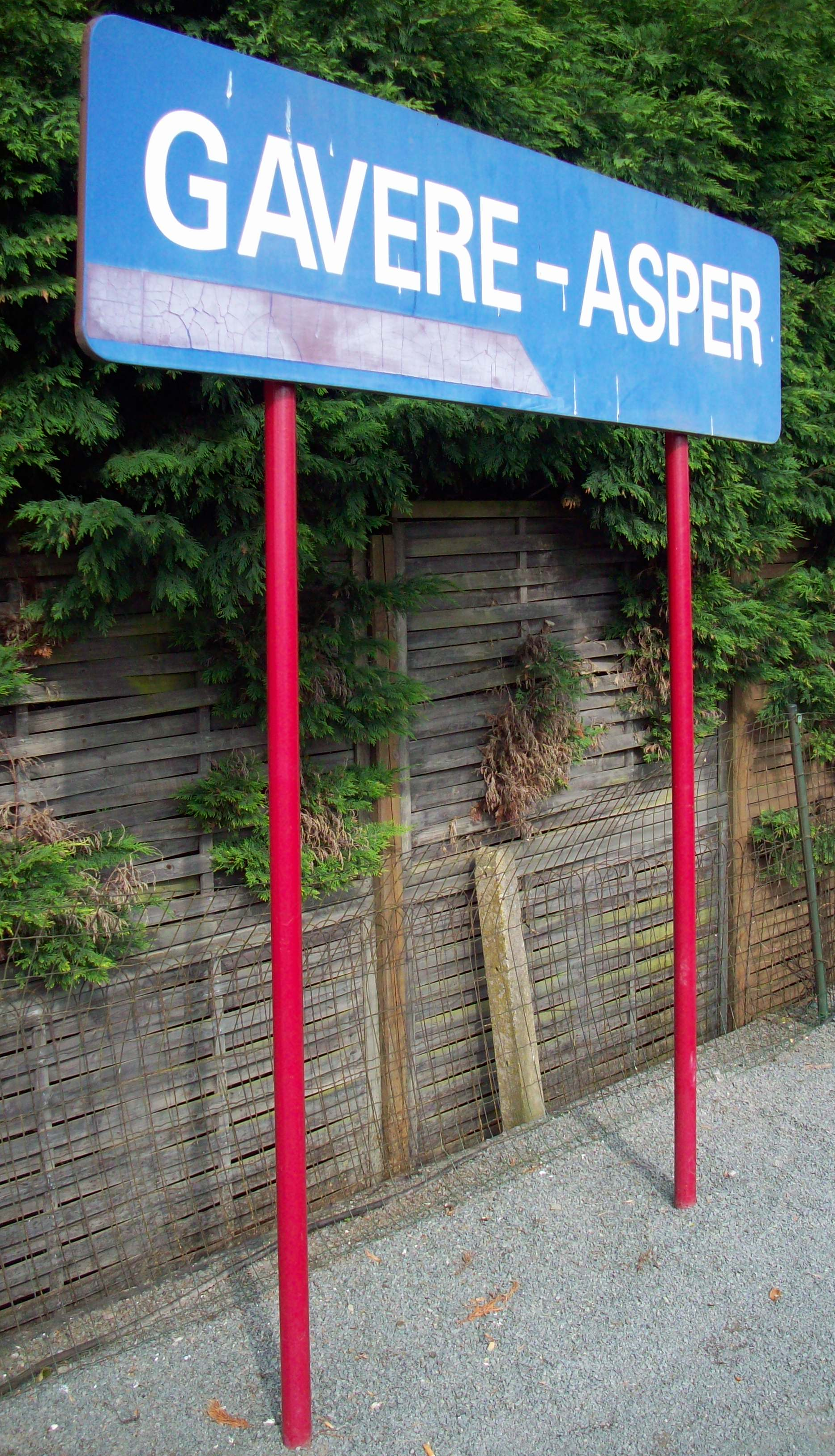
Naambord station Gavere-Asper
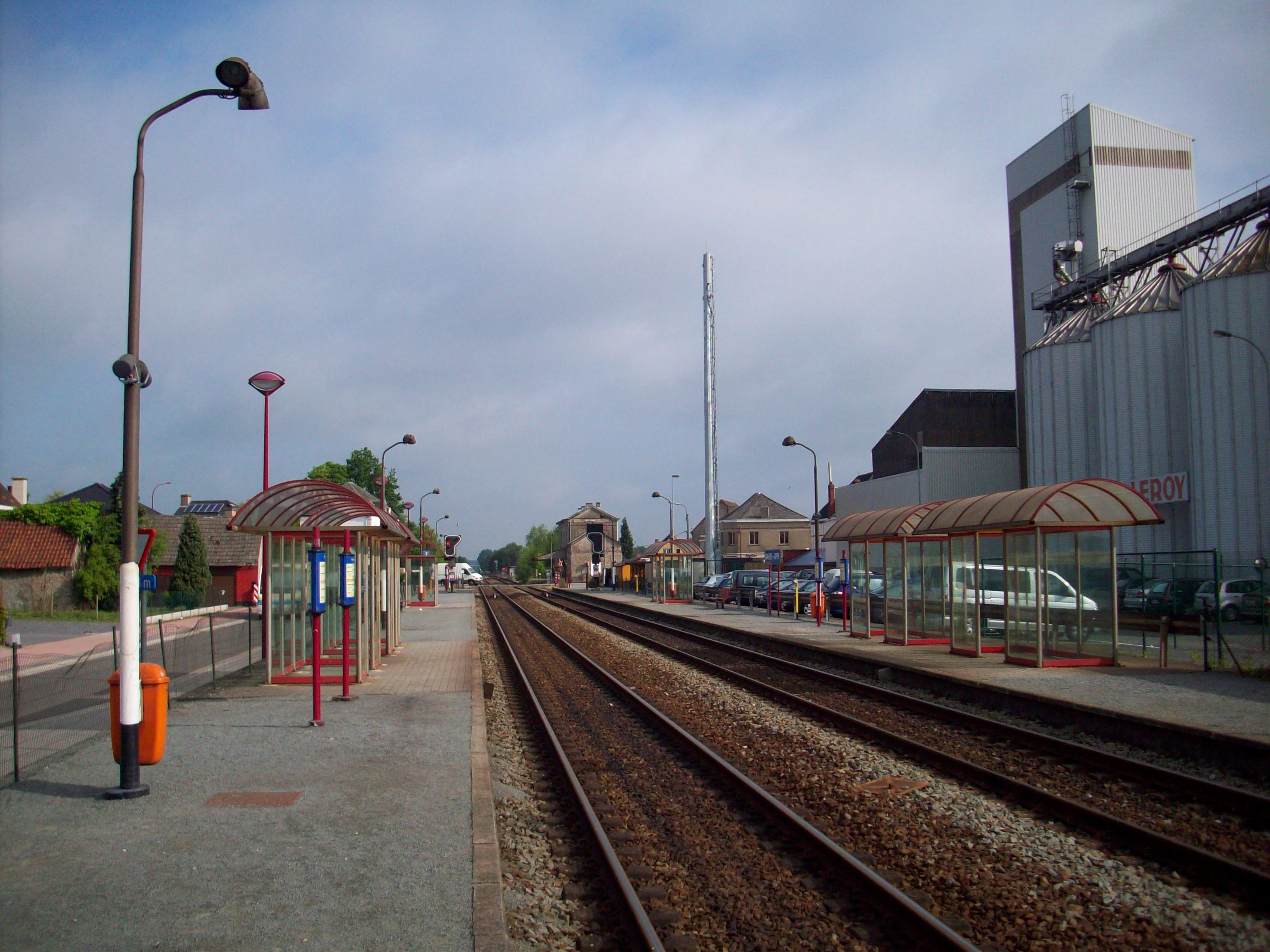
Zicht op de perrons

## Treindienst
| Serie | Treinsoort          | Route                                                                                                | Bijzonderheden |
| ----- | ------------------- | --- | --- |
| S 51  | S-trein Gent (NMBS) | Eeklo – Gent-Sint-Pieters – Gavere-Asper – Oudenaarde – Ronse                                        | Rijdt op zondag 1×/2u.                                                                                                   |
| S 53  | S-trein Gent (NMBS) | Ronse – Oudenaarde – Gavere-Asper – Gent-Sint-Pieters – Gent-Dampoort – Lokeren – Antwerpen-Centraal | In het weekend wordt lijn S53 verlengd tot Antwerpen-Centraal, en vervangt daarmee lijn S34 van het Antwerpse S-netwerk. |

## Reizigerstellingen
De grafiek en tabel geven het gemiddeld aantal instappende reizigers weer op een week-, zater- en zondag.
| Tabel: aantal instappende reizigers station Gavere-Asper | Tabel: aantal instappende reizigers station Gavere-Asper | Tabel: aantal instappende reizigers station Gavere-Asper | Tabel: aantal instappende reizigers station Gavere-Asper |
|                                                          | Weekdag                                                  | Zaterdag                                                 | Zondag                                                   |
| -------------------------------------------------------- | -------------------------------------------------------- | -------------------------------------------------------- | -------------------------------------------------------- |
| 1977                                                     | 324                                                      | 50                                                       | 31                                                       |
| 1978                                                     | 368                                                      | 42                                                       | 25                                                       |
| 1979                                                     | 373                                                      | 45                                                       | 27                                                       |
| 1980                                                     | 409                                                      | 44                                                       | 26                                                       |
| 1981                                                     | 371                                                      | 60                                                       | 25                                                       |
| 1982                                                     | 378                                                      | 62                                                       | 34                                                       |
| 1983                                                     | 465                                                      | 62                                                       | 34                                                       |
| 1984                                                     | 414                                                      | 65                                                       | 35                                                       |
| 1985                                                     | 419                                                      | 64                                                       | 49                                                       |
| 1986                                                     | 361                                                      | 71                                                       | 57                                                       |
| 1987                                                     | 375                                                      | 46                                                       | 39                                                       |
| 1988                                                     | 451                                                      | 49                                                       | 45                                                       |
| 1989                                                     | 436                                                      | 58                                                       | 33                                                       |
| 1990                                                     | 481                                                      | 84                                                       | 30                                                       |
| 1991                                                     | 456                                                      | 74                                                       | 31                                                       |
| 1992                                                     | 467                                                      | 80                                                       | 45                                                       |
| 1993                                                     | 493                                                      | 103                                                      | 59                                                       |
| 1994                                                     | 503                                                      | 53                                                       | 45                                                       |
| 1995                                                     | 450                                                      | 44                                                       | 44                                                       |
| 1996                                                     | 527                                                      | 67                                                       | 57                                                       |
| 1997                                                     | 539                                                      | 55                                                       | 58                                                       |
| 1998                                                     | 505                                                      | 73                                                       | 55                                                       |
| 1999                                                     | 487                                                      | 58                                                       | 43                                                       |
| 2000                                                     | 437                                                      | 70                                                       | 59                                                       |
| 2001                                                     | 416                                                      | 54                                                       | 40                                                       |
| 2002                                                     | 356                                                      | 52                                                       | 77                                                       |
| 2003                                                     | 391                                                      | 88                                                       | 61                                                       |
| 2004                                                     | 391                                                      | 70                                                       | 70                                                       |
| 2005                                                     | 441                                                      | 88                                                       | 150                                                      |
| 2006                                                     | 431                                                      | 58                                                       | 182                                                      |
| 2007                                                     | 431                                                      | 56                                                       | 97                                                       |
| 2008                                                     | -                                                        | -                                                        | -                                                        |
| 2009                                                     | 458                                                      | 74                                                       | 62                                                       |
| 2010                                                     | -                                                        | -                                                        | -                                                        |
| 2011                                                     | -                                                        | -                                                        | -                                                        |
| 2012                                                     | 555                                                      | 89                                                       | 88                                                       |
| 2013                                                     | 502                                                      | 69                                                       | 53                                                       |
| 2014                                                     | 521                                                      | 64                                                       | 104                                                      |
| 2015                                                     | 401                                                      | 60                                                       | 35                                                       |
| 2016                                                     | 409                                                      | 60                                                       | 54                                                       |
| 2017                                                     | 461                                                      | 71                                                       | 64                                                       |
| 2018                                                     | 539                                                      | 169                                                      | 106                                                      |
| 2019                                                     | 508                                                      | 109                                                      | 84                                                       |
| 2020                                                     | 329                                                      | 101                                                      | 62                                                       |
| 2021                                                     | -                                                        | -                                                        | -                                                        |
| 2022                                                     | 433                                                      | 135                                                      | 90                                                       |
| 2023                                                     | 486                                                      | 130                                                      | 88                                                       |
| 2024                                                     | 478                                                      | 129                                                      | 89                                                       |

0,0: De Pinte ·
4,5: Eke-Nazareth ·
8,0: Gavere-Asper ·
10,5: Zingem ·
13,3: Heurne ·
15,2: Eine ·
18,0: Oudenaarde ·
20,2: Leupegem ·
23,8: Etikhove ·
28,1: Louise-Marie ·
29,4: Marijve ·
31,7: Ronse ·
35,1: Dergneau ·
37,2: Anvaing ·
39,8: Ellignies ·
41,6: Frasnes-lez-Anvaing ·
46,3: Grandmetz ·
49,2: Leuze ·
53,2: Tourpes ·
56,0: Thumaide ·
57,1: Basècles ·
58,8: Basècles-Groeven